# Imués
Imués là một khu tự quản thuộc tỉnh Nariño, Colombia. Thủ phủ của khu tự quản Imués đóng tại Imués Khu tự quản Imués có diện tích 76 ki lô mét vuông. Đến thời điểm ngày 28 tháng 5 năm 2005, khu tự quản Imués có dân số 8439 người.